# Kevin Stevens
Kevin Stevens, född 15 april 1965 i Brockton, Massachusetts, USA, är en amerikansk före detta professionell ishockeyspelare som kanske är mest känd som radarpartner till Mario Lemieux i samband med Pittsburgh Penguins Stanley Cup-vinster 1991 och 1992. Efter tiden i Pittsburgh spelade Stevens även för Boston Bruins, Los Angeles Kings, New York Rangers och Philadelphia Flyers.

## Uppväxten och juniortiden
Som junior vid Silver Lake Regional High School i Kingston, Massachusetts, spelade Kevin Stevens både ishockey och baseball. Till slut bestämde han sig dock för att satsa på ishockeyn och draftades i sjätte rundan som 108:e spelare totalt i 1983 års NHL-draft av Los Angeles Kings. Några månader senare byttes han bort till Pittsburgh Penguins.

## NHL-karriären
Efter en tid i farmarligan etablerade sig Stevens som en av NHL:s främsta vänsterforwards och power forwards, med smeknamnet "Artie". 1990–1994 hade Stevens fyra raka säsonger med minst 40 mål och 80 poäng, och passerade både 50 mål och 100 poäng under två raka säsonger, 1991–92 och 1992–93. Under säsongen 1991–92 blev han den tredje spelaren i NHL-historien att göra fler mål än Wayne Gretzky under samma säsong, även om han kom tvåa i poängligan efter lagkamraten Mario Lemieux. Hans 123 poäng det året var också rekord för en amerikansk spelare och en vänsterforward under en säsong.
14 maj 1993 i den sjunde och avgörande matchen i andra rundan i slutspelet mot New York Islanders råkade Stevens ut för en allvarlig ansiktsskada. Stevens tacklade Islanders-backen Rich Pilon men slogs medvetslös, föll med ansiktet före ner i isen och bröt flera ben i ansiktet. Han kom tillbaka året efter med 41 mål och 88 poäng på 83 matcher men var sig aldrig riktigt lik igen.
2 augusti 1995 blev Stevens bortbytt till Boston Bruins men han lyckades aldrig upprepa framgångarna från Pittsburgh-tiden. Efter endast 23 poäng på 41 matcher i Boston blev han bortbytt till Los Angeles Kings och efter ännu ett misslyckande där hamnade han hos New York Rangers 1997. Där nådde han botten säsongen 1999–00 då hans istid minskade och till slut greps han under en bortaresa i St. Louis. Polisen grep Stevens på ett motell för samröre med en prostituerad och innehav av utrustning för tillverkning av droger. Stevens slapp fängelse men stängdes av och tvingades genomgå ligans avvänjningsprogram. Därefter gjorde han en hyfsad säsong i Philadelphia Flyers innan han åter hamnade i Pittsburgh Penguins, fast denna gång var han inte längre en stjärna där. 2002 valde han att sluta med ishockeyn efter att åter ha hotats av avstängning för brott mot ligans alkohol- och drogpolicy.

## Efter NHL-tiden
2005 påbörjade Stevens sin nya NHL-karriär som talangscout för Pittsburgh Penguins.

## Statistik
| 1983–84    | Boston College       | NCAA       | 37  | 6   | 14  | 20  | 36   | —   | —  | —  | —   | —   |
| 1984–84    | Boston College       | NCAA       | 40  | 13  | 23  | 36  | 36   | —   | —  | —  | —   | —   |
| 1985–86    | Boston College       | NCAA       | 42  | 17  | 27  | 44  | 56   | —   | —  | —  | —   | —   |
| 1986–87    | Boston College       | NCAA       | 39  | 35  | 35  | 70  | 54   | —   | —  | —  | —   | —   |
| 1987–88    | Pittsburgh Penguins  | NHL        | 16  | 5   | 2   | 7   | 8    | —   | —  | —  | —   | —   |
| 1988–89    | Muskegon Lumberjacks | IHL        | 45  | 24  | 41  | 65  | 113  | —   | —  | —  | —   | —   |
| 1988–89    | Pittsburgh Penguins  | NHL        | 24  | 12  | 3   | 15  | 19   | 11  | 3  | 7  | 10  | 16  |
| 1989–90    | Pittsburgh Penguins  | NHL        | 76  | 29  | 41  | 70  | 171  | —   | —  | —  | —   | —   |
| 1990–91    | Pittsburgh Penguins  | NHL        | 80  | 40  | 46  | 86  | 133  | 24  | 17 | 16 | 33  | 53  |
| 1991–92    | Pittsburgh Penguins  | NHL        | 80  | 54  | 69  | 123 | 254  | 21  | 13 | 15 | 28  | 28  |
| 1992–93    | Pittsburgh Penguins  | NHL        | 72  | 55  | 56  | 111 | 177  | 12  | 5  | 11 | 16  | 22  |
| 1993–94    | Pittsburgh Penguins  | NHL        | 83  | 41  | 47  | 88  | 155  | 6   | 1  | 1  | 2   | 10  |
| 1994–95    | Pittsburgh Penguins  | NHL        | 27  | 15  | 12  | 27  | 51   | 12  | 4  | 7  | 11  | 21  |
| 1995–96    | Boston Bruins        | NHL        | 41  | 10  | 13  | 23  | 49   | —   | —  | —  | —   | —   |
| 1995–96    | Los Angeles Kings    | NHL        | 20  | 3   | 10  | 13  | 22   | —   | —  | —  | —   | —   |
| 1996–97    | Los Angeles Kings    | NHL        | 69  | 14  | 20  | 34  | 96   | —   | —  | —  | —   | —   |
| 1997–98    | New York Rangers     | NHL        | 80  | 14  | 27  | 41  | 130  | —   | —  | —  | —   | —   |
| 1998–99    | New York Rangers     | NHL        | 81  | 23  | 20  | 43  | 64   | —   | —  | —  | —   | —   |
| 1999–00    | New York Rangers     | NHL        | 38  | 3   | 5   | 8   | 43   | —   | —  | —  | —   | —   |
| 2000–01    | Philadelphia Flyers  | NHL        | 23  | 2   | 7   | 9   | 18   | —   | —  | —  | —   | —   |
| 2000–01    | Pittsburgh Penguins  | NHL        | 32  | 8   | 15  | 23  | 55   | 17  | 3  | 3  | 6   | 20  |
| 2001–02    | Pittsburgh Penguins  | NHL        | 32  | 1   | 4   | 5   | 25   | —   | —  | —  | —   | —   |
| NHL totalt | NHL totalt           | NHL totalt | 874 | 329 | 397 | 726 | 1470 | 103 | 46 | 60 | 103 | 170 |